# 平田秋夫
平田 秋夫（ひらた あきお、1914年9月17日 - 2010年9月28日）は、日本の経営者。大正海上火災保険社長、会長を務めた。

## 経歴
奈良県出身。1932年に奈良県立奈良商業学校を卒業し、同年に大正海上火災保険(現在の三井海上火災保険)に入社。
1964年6月に取締役に就任し、1968年6月に常務、1971年6月に専務を経て、1972年6月には社長に就任。1982年7月に会長に就任し、1988年6月に取締役相談役を経て、1990年6月には相談役に就任。
1975年10月に藍綬褒章を受章し、1984年11月に勲二等瑞宝章を受章。
2010年9月28日老衰のために死去。96歳没。